# William Hull (Politiker)

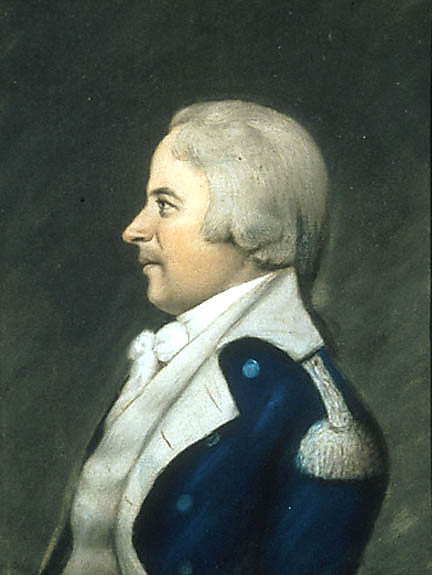
William Hull

William Hull (* 24. Juni 1753 in Derby, Colony of Connecticut; † 29. November 1825 in Newton, Massachusetts) war ein amerikanischer Politiker und Offizier des Amerikanischen Unabhängigkeitskrieges sowie des Krieges von 1812.

## Leben

### Frühe Jahre und politischer Aufstieg
Hull graduierte 1772 in Yale, studierte in Litchfield und beendete seine Ausbildung als Jurist 1775. Beim Ausbruch des Unabhängigkeitskrieges schloss sich Hull einer lokalen Milizeinheit an und erhielt den Rang eines Captain, später eines Majors und schließlich eines Oberstleutnants. Hull nahm an den Schlachten von White Plains, Trenton, Princeton, Stillwater, Saratoga, Fort Stanwix, Monmouth und Stony Point teil. Für seine Dienste erhielt er eine offizielle Danksagung des Kongresses.
Nach Kriegsende übernahm er den Familiensitz der Familie seiner Ehefrau in Newton (Massachusetts), wo er als Richter und Staatssenator wirkte. Im Jahr 1805 ernannte ihn US-Präsident Thomas Jefferson zum Gouverneur des Michigan-Territoriums. Als Gouverneur war es eines seiner Hauptziele, Landabtretungen durch die Indianer des Nordwestens sicherzustellen. Er war hierbei recht erfolgreich und verärgerte viele der Stämme. Während des kommenden Krieges hatte er deswegen allen Grund, den Zorn der Indianer zu fürchten.

### Britisch-Amerikanischer Krieg
Bei Ausbruch des Britisch-Amerikanischen Krieges von 1812 strebte Hull den Posten eines Kriegsministers an. Nachdem dieses Amt an William Eustis gefallen war, nahm der den Rang eines Brigadegenerals und das Kommando über die Army of the Northwest unter der Bedingung an, dass er seine Position als Gouverneur behalten könne. Er sammelte in Ohio und Kentucky Milizen und marschierte mit diesen und einigen Hundert regulären Soldaten, insgesamt 2200 Mann, nach Detroit. Trotz seiner unbestreitbaren Verdienste aus dem Unabhängigkeitskrieg war Hull mit seinem Kommando überfordert. Teilweise waren dafür die US-Regierung und Generalmajor Henry Dearborn, der Oberbefehlshaber der US Army, verantwortlich. Hulls wiederholte Gesuche um den Aufbau einer Flotte auf dem Eriesee ignorierte man ebenso wie die Notwendigkeit, strategisch wichtige Punkte wie Fort Mackinac und Fort Dearborn ausreichend zu schützen. Hinzu kamen inkompetente Offiziere in Hulls Armee, Nachschubmangel und mangelhafte Kommunikationsverbindungen. Als entscheidend sollte sich die Unfähigkeit Dearborns erweisen, die Hull versprochenen gleichzeitigen Angriffe über den Niagara River und auf Montreal auszuführen. Außerdem standen ihm mit dem britischen Generalmajor Sir Isaac Brock und dem Shawnee-Kriegshäuptlings Tecumseh zwei tatkräftige und gefährliche gegnerische Führer gegenüber.
Eine erhebliche Rolle spielten jedoch auch die persönlichen Defizite des Generals. Diese wurden nach der am 12. Juli 1812 begonnenen Invasion in Kanada offenbar. Hull war zwar zunächst sehr siegesgewiss und veröffentlichte eine Proklamation an die Kanadier, in der er ihnen den Tod androhte, wenn sie mit den Indianern kämpfen würden. Er zögerte jedoch mit einem Angriff auf die britische Grenzfestung Amherstburg so lange, bis die Briten Verstärkungen schicken und einen erfolgreichen Angriff unwahrscheinlich machen konnten. Unglücklich verlaufene Scharmützel mit Briten und Indianern bei Brownstown (4. August) und Maguaga (9. August), die Befürchtungen über die Sicherheit seiner Nachschubverbindungen weckten, der Verlust seiner Feldzugspläne, die in die Hände der Briten fielen, und die Nachricht vom Verlust von Fort Mackinac erschütterten Hulls Selbstvertrauen so sehr, dass er gegen den Willen der meisten Offiziere den Rückzug nach Detroit anordnete. Brock und Tecumseh stießen mit 700 Soldaten und 500 Indianern nach und belagerten die Amerikaner in Detroit. Bei Hull scheint dies einen Nervenzusammenbruch ausgelöst zu haben. Er blieb völlig passiv und unterband jegliche Verteidigung von Detroit, sogar als die Briten begannen, das Fort zu beschießen. Da Hull die Angreifer aufgrund einer geschickten psychologischen Kriegführung seiner Gegner fälschlicherweise für zahlenmäßig weit überlegen hielt, kapitulierte er am 16. August mit seinen 2200 Mann und 33 Kanonen, ohne nennenswert Widerstand geleistet zu haben.
Eine wesentliche Rolle spielte offenbar eine panische Angst vor den Indianern und die Befürchtung, bei einer Erstürmung des Forts könne es zu einem Massaker an den Soldaten und ihren Angehörigen kommen. Während die 1600 Milizionäre von den Siegern nach Hause geschickt wurden, kamen die regulären Soldaten und ihre Offiziere in die Kriegsgefangenschaft nach Québec. Hull rechtfertigte sich für die Kapitulation, er habe getan, was ihm sein Gewissen befohlen habe, und damit Detroit und das Michigan-Territorium vor den Schrecken eines Massakers der Indianer bewahrt („I have saved Detroit and the Territory from the horrors of an Indian massacre“). Doch in den USA löste dieses bislang einmalige Debakel Zorn und Entsetzen aus und zerstörte die Reputation Hulls.
Nach seiner Freilassung aus der Kriegsgefangenschaft wurde er im Winter 1814/15 vor ein Kriegsgericht unter dem Vorsitz des – für das Debakel mitverantwortlichen – Generalmajors Henry Dearborn gestellt und als bislang einziger General der US Army zum Tod durch Erschießen verurteilt. Aufgrund seiner Verdienste aus dem Unabhängigkeitskrieg und seines Alters empfahl es jedoch die Begnadigung, die von Präsident James Madison auch vorgenommen wurde.

## Letzte Jahre
Hull verbrachte den Rest seines Lebens in Newton und schrieb zwei Bücher, mit denen er weitgehend vergeblich versuchte, seinen guten Ruf wiederherzustellen (Defence of Brig. Gen. Wm. Hull, 1814, and Memoirs of the Campaign of the Northwestern Army of the United States: A.D. 1812, 1824). Einige Historiker teilen heute die Meinung, dass Hull auf unfaire Weise zum alleinigen Sündenbock für die peinliche Niederlage gemacht worden war. Hull war ein Onkel und der Adoptivvater des erfolgreichen Marineoffiziers Isaac Hull, den er adoptiert hatte, als dessen Vater Joseph Hull starb. Ironischerweise brachte der Krieg, der seine eigene Reputation zerstörte, seinem Adoptivsohn hohes Ansehen.